# Antonello Gerbi
Antonello Gerbi (Firenze, 15 maggio 1904 – Civenna, 26 luglio 1976) è stato uno storico ed economista italiano capo dell’Ufficio Studi della Banca Commerciale Italiana.

## Biografia
Di origine ebraica, nasce a Firenze, primogenito di Edmo, agente di cambio, e di Iginia Levi, appartenente alla buona borghesia veneziana (era sorella del filosofo del diritto Alessandro Levi e di Olga Levi, moglie del socialista Claudio Treves). Passa l’infanzia tra Firenze e Livorno, città d’origine del padre. Durante la prima guerra mondiale, la famiglia – che comprendeva due fratelli minori – si trasferisce a Roma al seguito di Edmo, richiamato come «scritturale» nell’esercito. Al Liceo Tasso conosce l’amico di una vita, Giovanni Malagodi, e ne prende a frequentare la casa, incontrando il padre, senatore Olindo, fedele sostenitore di Giovanni Giolitti.
Alla fine della guerra, la famiglia si sposta a Milano, piazza finanziaria più interessante per un agente di cambio. Così Antonello si iscrive al Liceo Ginnasio Giovanni Berchet, fino al conseguimento della maturità classica (suo professore di storia, Ugo Guido Mondolfo; tra i compagni di classe, Lelio Basso). Milano rimarrà da allora il centro della sua esistenza, anche se nel 1921 opta per la facoltà romana di Giurisprudenza (dimorando però stabilmente nella capitale solo il primo anno accademico e laureandosi nel 1925 con il filosofo del diritto Giorgio Del Vecchio).
A Milano è vicino all’ambiente socialista o social-liberale, vede spesso suo zio Claudio Treves e i fratelli Rosselli, ma soprattutto esordisce nell’estate del ’23 – con lo pseudonimo di Don Ferrante – come elzevirista del quotidiano social-democratico «La Giustizia», diretto dall’illustre zio. Lo pseudonimo prescelto rivela il suo temperamento: come al personaggio manzoniano, non gli «piaceva né di comandare né d’ubbidire». È ovviamente di sentimenti antifascisti (subisce un’aggressione squadristica nel ’25 ai funerali di Anna Kuliscioff), ma troppo individualista e scettico per militare in alcun partico. A meno che non fosse un «partito» spirituale, come quello facente capo al filosofo della libertà, Benedetto Croce. Don Ferrante ne recensisce ammirato in quegli anni La storia del Regno di Napoli e altre opere, dando inizio a un profondo sodalizio, interrotto solo dalla morte del filosofo napoletano nel 1952.
Sarà Croce a far pubblicare da Laterza il suo primo libro, La politica del Settecento (1928), in sostanza una rielaborazione della sua tesi di laurea. Sempre Croce lo raccomanderà a Luigi Einaudi per una biennale borsa di studi Rockefeller a Berlino, Londra e Vienna (1929-1931). Nel 1926, soppressa «La Giustizia», comincia a collaborare con il quotidiano «Il Lavoro» di Genova. Nello stesso periodo prende parte attiva al circolo di cultura «Il Convegno» (guidato da Enzo Ferrieri) occupandosi soprattutto di critica cinematografica. Per vivere, esercita senza convinzione la professione forense. La borsa Rockefeller gli consente di recarsi a Berlino, dove respira la vivacità culturale della Repubblica di Weimar e frequenta per un semestre i seminari di uno dei padri dello storicismo tedesco, Friedrich Meinecke. È poi a Londra, dove si divide fra la British Library, alcuni corsi alla London School of Economics e la pratica bancaria alla Midland Bank. Da Londra fa un viaggio automobilistico di qualche settimana in Scozia con Nello Rosselli e il cugino acquisito Carlo Levi.
Al suo ritorno a Milano (fine 1931), inizia il suo quarantennale sodalizio con il banchiere Raffaele Mattioli, conosciuto tramite Malagodi prima di partire per l’estero. Mattioli nel 1932 lo assume alla Banca Commerciale Italiana (Comit) come capo dell’Ufficio Studi (dove un paio di anni dopo fu affiancato da Ugo La Malfa quale vice). Il lavoro bancario rallenta necessariamente il ritmo degli studi. Comunque, nel 1932 pubblica – sempre tramite Croce – La politica del romanticismo (centrato sulle figure di Möser, Hamann, Herder e Kant). E nel 1933, sempre frutto del soggiorno all’estero, Il peccato di Adamo ed Eva. Storia della ipotesi di Beverland (il peccato originale visto come peccato carnale). Nello stesso anno ottiene la libera docenza in Storia delle dottrine politiche.
Nell’autunno del ’38, per sottrarlo alla legislazione antiebraica, Mattioli lo trasferisce in una affiliata della Banca Commerciale a Lima, in Perù. Preso dalla nuova realtà in cui sarebbe vissuto per dieci anni, si volge dapprima allo studio della situazione economica del Perù e poi a vari aspetti della vita americana in genere. Uscivano così, oltre ad alcuni articoli storici, diversi lavori di carattere professionale e infine (1943) le Viejas polémicas sobre el Nuevo Mundo, nucleo originario della sua opera più famosa, La disputa del Nuovo Mondo (1955). È la storia della tesi della debolezza e impotenza del continente americano (e delle sue genti), giunta alla sua prima formulazione dottrinale verso la metà del ’700 (Buffon) e continuata fino a ’800 inoltrato nella cultura europea, intesa in senso lato (viaggiatori, letterati, poeti, scienziati, ecc.).
Nel corso dell’esilio peruviano, scrive anche il secondo dei suoi libri americanistici, La Natura delle Indie Nove, pubblicato però solo un anno prima morte (nel 1975). In quel volume esamina le relazioni dei primi viaggiatori europei in America, cominciando da Cristoforo Colombo, Vespucci e Cortés fino allo spagnolo Gonzalo Fernández de Oviedo, cronista ufficiale di Carlo V, cui è dedicata la maggior parte del volume. Il risultato è un ampio quadro dei problemi scientifici e politici che tormentarono la presa di possesso del Nuovo Mondo.
In Perù sposa la viennese Herma Schimmerling (1912-2012), da cui ha due figli, Daniele (n. 1941), consulente finanziario, e Sandro (n. 1943), giornalista e scrittore.
Dopo dieci anni di «esilio», nel ’48 rientra a Milano e riprende il lavoro di capo dell’Ufficio Studi della Banca Commerciale. Riorganizza l’Ufficio (che impiegava circa 50 persone), segue le sue varie pubblicazioni periodiche, partecipa all’estero a convegni triennali di colleghi di altre banche, scrive promemoria e interventi di vario argomento per Mattioli e soprattutto lo aiuta nella stesura delle famose Relazioni annuali della Comit. Andrà in pensione nel 1970.
Sempre grazie a Mattioli, collabora con la casa editrice di quest’ultimo, la Riccardo Ricciardi Editore. In particolare è chiamato a curare il primo volume della collana dei classici, dedicato a Benedetto Croce (Filosofia-Poesia-Storia, 1951). La stessa Ricciardi pubblicherà i due volumi americanistici già ricordati: La disputa del Nuovo Mondo nel 1955 e La natura delle Indie Nove nel 1975.
Muore l’anno seguente (il 26 luglio 1976) nella sua casa di Civenna, sopra Bellagio (Como).
Le sue carte e fotografie sono depositate presso l’Archivio storico del gruppo Intesa Sanpaolo in un fondo inventariato, consultabile su richiesta. La sua biblioteca si trova in parte all’Università degli Studi di Milano (Opac d’Ateneo) e in parte al Centro APICE che fa capo all'Università stessa.

## Opere
- La politica del Settecento. Storia di un’idea, Laterza, Bari, 1928
- La politica del romanticismo. Le origini, Laterza, Bari, 1932
- Il peccato di Adamo ed Eva. Storia della ipotesi di Beverland, Soc. Editrice «La Cultura», Milano 1933 (nuova ed. a cura di Sandro, Adelphi, Milano, 2011)
- El Perú en marcha. Ensayo de geografía económica, Banco Italiano-Lima, Lima, 1941 (II ed., Banco de Crédito del Perú, Lima 1943); senza il nome dell’autore per volontà di quest’ultimo
- Viejas polémicas sobre el Nuevo Mundo (Comentarios a una tesis de Hegel), Banco de Crédito del Perú, Lima 1943 (19442; 19463: quest’ultima ed. reca il nuovo sottotitolo En el umbral de una conciencia americana)
- The Japanese in South America. An Introductory Survey with Special Reference to Peru, in collaborazione con J. F. Normano, Institute of Pacific Relations, New York 1943 (reprint: AMS Press, New York, 1978)
- Caminos del Perú. Historia y actualidad de las comunicaciones viales, Banco de Crédito del Perú, Lima s.d., 1944
- La disputa del Nuovo Mondo. Storia di una polemica, 1750-1900, Ricciardi, Milano-Napoli 1955 (nuova ed. a cura di Sandro Gerbi, 1983; reprint Adelphi, Milano 2000, con postfazione di Antonio Melis). Traduzioni: in spagnolo, Fondo de Cultura Económica, México-Buenos Aires, 1960 e 1982; in inglese, University of Pittsburgh Press, Pittsburgh 1973 (paperback, 2010); in portoghese: Companhia da Letras, São Paulo, 1996
- La natura delle Indie Nove. Da Cristoforo Colombo a Gonzalo Fernández de Oviedo, Ricciardi, Milano-Napoli 1975. Traduzioni: in spagnolo, Fondo de Cultura Económica, México 1978; in inglese, University of Pittsburgh Press, Pittsburgh, 1985 (paperback, 2010)
- Il mito del Perù, a cura di Sandro Gerbi, Franco Angeli, Milano, 1988
- Germania e dintorni (1929-1933), a cura di Sandro Gerbi, Ricciardi, Milano-Napoli, 1993
- Il Perù, una storia sociale. Dalla Conquista alla seconda guerra mondiale, a cura di Sandro Gerbi, Franco Angeli, Milano, 1994
- Preferisco Charlot. Scritti sul cinema (1926-1933), a cura di Gian Piero Brunetta e Sandro Gerbi, Nino Aragno Editore, Torino, 2011
- Centone bruniano, a cura di Francesco Rognoni e Silvia Berna, con uno scritto di Sandro Mancini, Sedizioni, Milano, 2018